# Rally de Croacia de 2021
El Rally de Croacia de 2021 fue la cuadragésimo quinta edición y la tercera ronda de la temporada 2021 del Campeonato Mundial de Rally. Se celebró del 22 al 25 de abril y contó con un itinerario de veinte tramos sobre asfalto que sumaron un total de 300,32 km cronometrados. Esta prueba fue también la tercera ronda de los campeonatos WRC 2, WRC 3 y la primera del JWRC.
El rally iba a contar originalmente con veintidós tramos pero fue acortado a veinte etapas tras la cancelación de las dos etapas que debían realizarse a través de las calles de Zagreb y en el interior de la Feria de Zagreb.

## Lista de inscritos
| Num.                     | Piloto                  | Copiloto               | Automóvil              | Equipo                           | Neumático |
| ------------------------ | ----------------------- | ---------------------- | ---------------------- | -------------------------------- | --------- |
| 1                        | Sébastien Ogier         | Julien Ingrassia       | Toyota Yaris WRC       | Toyota Gazoo Racing WRT          | P         |
| 7                        | Pierre-Louis Loubet     | Vincent Landais        | Hyundai i20 Coupe WRC  | Hyundai 2C Competition           | P         |
| 8                        | Ott Tänak               | Martin Järveoja        | Hyundai i20 Coupe WRC  | Hyundai Shell Mobis WRT          | P         |
| 11                       | Thierry Neuville        | Martijn Wydaeghe       | Hyundai i20 Coupe WRC  | Hyundai Shell Mobis WRT          | P         |
| 16                       | Adrien Fourmaux         | Renaud Jamoul          | Ford Fiesta WRC        | M-Sport Ford WRT                 | P         |
| 18                       | Takamoto Katsuta        | Daniel Barritt         | Toyota Yaris WRC       | Toyota Gazoo Racing WRT          | P         |
| 33                       | Elfyn Evans             | Scott Martin           | Toyota Yaris WRC       | Toyota Gazoo Racing WRT          | P         |
| 42                       | Craig Breen             | Paul Nagle             | Hyundai i20 Coupe WRC  | Hyundai Shell Mobis WRT          | P         |
| 44                       | Gus Greensmith          | Chris Patterson        | Ford Fiesta WRC        | M-Sport Ford WRT                 | P         |
| 53                       | Armando Pereira         | Rémi Tutélaire         | Ford Fiesta WRC        | Armando Pereira                  | P         |
| 54                       | Niko Pulic              | Aleksandra Kovačić     | Ford Fiesta WRC        | Niko Pulic                       | P         |
| 69                       | Kalle Rovanperä         | Jonne Halttunen        | Toyota Yaris WRC       | Toyota Gazoo Racing WRT          | P         |
| 20                       | Andreas Mikkelsen       | Ola Fløene             | Škoda Fabia Rally2 Evo | Toksport WRT                     | P         |
| 21                       | Nikolay Gryazin         | Konstantin Aleksandrov | Volkswagen Polo GTI R5 | SC Movisport                     | P         |
| 22                       | Marco Bulacia Wilkinson | Marcelo Der Ohannesian | Škoda Fabia Rally2 Evo | Toksport WRT                     | P         |
| 23                       | Enrico Brazzoli         | Maurizio Barone        | Škoda Fabia Rally2 Evo | SC Movisport                     | P         |
| 24                       | Mads Østberg            | Torstein Eriksen       | Citroën C3 Rally2      | Tagai Racing Technology WRT      | P         |
| 25                       | Teemu Suninen           | Mikko Markkula         | Ford Fiesta Rally2     | M-Sport Ford WRT                 | P         |
| 26                       | Tom Kristensson         | David Arhusiander      | Ford Fiesta Rally2     | M-Sport Ford WRT                 | P         |
| 27                       | Yohan Rossel            | Alexandre Coria        | Citroën C3 Rally2      | Yohan Rossel                     | P         |
| 28                       | Nicolas Ciamin          | Yannick Roche          | Citroën C3 Rally2      | Nicolas Ciamin                   | P         |
| 29                       | Hermann Neubauer        | Bernhard Ettel         | Ford Fiesta Rally2     | Hermann Neubauer                 | P         |
| 30                       | Cédric De Cecco         | Jérôme Humblet         | Škoda Fabia Rally2 Evo | Cédric De Cecco                  | P         |
| 31                       | Johannes Keferböck      | Ilka Minor             | Škoda Fabia Rally2 Evo | Johannes Keferböck               | P         |
| 32                       | Kajetan Kajetanowicz    | Maciej Szczepaniak     | Škoda Fabia Rally2 Evo | Kajetan Kajetanowicz             | P         |
| 34                       | Emil Lindholm           | Mikael Korhonen        | Škoda Fabia Rally2 Evo | Emil Lindholm                    | P         |
| 35                       | Chris Ingram            | Ross Whittock          | Škoda Fabia Rally2 Evo | Chris Ingram                     | P         |
| 36                       | Hiroki Arai             | Jürgen Heigl           | Ford Fiesta Rally2     | Hiroki Arai                      | P         |
| 37                       | Fabrizio Zaldivar       | Carlos del Barrio      | Škoda Fabia Rally2 Evo | Fabrizio Zaldivar                | P         |
| 38                       | Niki Mayr-Melnhof       | Leopold Welsersheimb   | Ford Fiesta Rally2     | Niki Mayr-Melnhof                | P         |
| 39                       | Mauro Miele             | Luca Beltrame          | Škoda Fabia Rally2 Evo | Mauro Miele                      | P         |
| 40                       | Sébastien Bedoret       | Thomas Walbrecq        | Škoda Fabia R5         | Sébastien Bedoret                | P         |
| 41                       | Aleš Zrinski            | Rok Vidmar             | Ford Fiesta R5         | AK Plamtex Sport                 | P         |
| 43                       | Kevin Raith             | Christoph Wögerer      | Ford Fiesta Rally2     | Kevin Raith                      | P         |
| 45                       | Mārtiņš Sesks           | Renars Francis         | Ford Fiesta Rally4     | LMT Autosporta Akadēmija         | P         |
| 46                       | Sami Pajari             | Marko Salminen         | Ford Fiesta Rally4     | Porvoon Autopalvelu              | P         |
| 47                       | Raúl Badiu              | Rareș Fetean           | Ford Fiesta Rally4     | Raúl Badiu                       | P         |
| 48                       | Martin Koči             | Petr Těšínský          | Ford Fiesta Rally4     | Styllex Motorsport s.r.o.        | P         |
| 49                       | Jon Armstrong           | Phil Hall              | Ford Fiesta Rally4     | Codemasters DiRT Rally Team      | P         |
| 50                       | William Creighton       | Liam Regan             | Ford Fiesta Rally4     | Motorsport Ireland Rally Academy | P         |
| 51                       | Lauri Joona             | Ari Koponen            | Ford Fiesta Rally4     | Team Flying Finn                 | P         |
| 52                       | Robert Virves           | Sander Pruul           | Ford Fiesta Rally4     | Autosport Team Estonia           | P         |
| Fuente: ewrc-results.com |                         |                        |                        |                                  |           |

## Itinerario
| Día                      | Tramo | Nombre                                   | Distancia | Ganador de la etapa              | Automóvil                             | Tiempo  | Líder de la general |
| ------------------------ | ----- | ---------------------------------------- | --------- | -------------------------------- | ------------------------------------- | ------- | ------------------- |
| Día 1 (22 de abril)      | -     | Medvedgrad (Shakedown)                   | 4.60 km   | Elfyn Evans                      | Toyota Yaris WRC                      | 2:45.1  | -                   |
| Día 2 (23 de abril)      | SS1   | Rude - Plešivica 1                       | 6.94 km   | Thierry Neuville                 | Hyundai i20 Coupe WRC                 | 4:24.2  | Thierry Neuville    |
| Día 2 (23 de abril)      | SS2   | Kostanjevac - Petruš Vrh 1               | 23.76 km  | Thierry Neuville                 | Hyundai i20 Coupe WRC                 | 12:58.6 | Thierry Neuville    |
| Día 2 (23 de abril)      | SS3   | Jaškovo - Mali Modruš Potok 1            | 10.10 km  | Sébastien Ogier Elfyn Evans      | Toyota Yaris WRC                      | 5:32.3  | Thierry Neuville    |
| Día 2 (23 de abril)      | SS4   | Pećurkovo Brdo - Mrežnički Novaki 1      | 9.11 km   | Thierry Neuville                 | Hyundai i20 Coupe WRC                 | 4:51.9  | Thierry Neuville    |
| Día 2 (23 de abril)      | SS5   | Rude - Plešivica 2                       | 6.94 km   | Ott Tänak                        | Hyundai i20 Cupé WRC                  | 4:30.4  | Thierry Neuville    |
| Día 2 (23 de abril)      | SS6   | Kostanjevac - Petruš Vrh 2               | 23.76 km  | Sébastien Ogier                  | Toyota Yaris WRC                      | 12:55.8 | Thierry Neuville    |
| Día 2 (23 de abril)      | SS7   | Jaškovo - Mali Modruš Potok 2            | 10.10 km  | Sébastien Ogier                  | Toyota Yaris WRC                      | 5:26.7  | Thierry Neuville    |
| Día 2 (23 de abril)      | SS8   | Pećurkovo Brdo - Mrežnički Novaki 2      | 9.11 km   | Sébastien Ogier                  | Toyota Yaris WRC                      | 4:49.8  | Thierry Neuville    |
| Día 3 (24 de abril)      | SS9   | Mali Lipovec - Grdanjci 1                | 20.30 km  | Sébastien Ogier                  | Toyota Yaris WRC                      | 12:26.1 | Sébastien Ogier     |
| Día 3 (24 de abril)      | SS10  | Stojdraga - Gornja Vas 1                 | 20.77 km  | Takamoto Katsuta                 | Toyota Yaris WRC                      | 12:36.9 | Sébastien Ogier     |
| Día 3 (24 de abril)      | SS11  | Krašić - Vrškovac 1                      | 11.11 km  | Elfyn Evans                      | Toyota Yaris WRC                      | 5:36.8  | Sébastien Ogier     |
| Día 3 (24 de abril)      | SS12  | Vinski Vrh - Duga Resa 1                 | 8.78 km   | Sébastien Ogier                  | Toyota Yaris WRC                      | 4:37.6  | Sébastien Ogier     |
| Día 3 (24 de abril)      | SS13  | Mali Lipovec - Grdanjci 2                | 20.30 km  | Thierry Neuville                 | Hyundai i20 Coupe WRC                 | 12:31.9 | Sébastien Ogier     |
| Día 3 (24 de abril)      | SS14  | Stojdraga - Gornja Vas 2                 | 20.77 km  | Takamoto Katsuta                 | Toyota Yaris WRC                      | 12:36.1 | Sébastien Ogier     |
| Día 3 (24 de abril)      | SS15  | Krašić - Vrškovac 2                      | 11.11 km  | Sébastien Ogier Thierry Neuville | Toyota Yaris WRC Hyundai i20 Cupé WRC | 5:32.1  | Sébastien Ogier     |
| Día 3 (24 de abril)      | SS16  | Vinski Vrh - Duga Resa 2                 | 8.78 km   | Sébastien Ogier                  | Toyota Yaris WRC                      | 4:36.6  | Sébastien Ogier     |
| Día 4 (25 de abril)      | SS17  | Bliznec - Pila 1                         | 25.20 km  | Elfyn Evans                      | Toyota Yaris WRC                      | 14:04.5 | Sébastien Ogier     |
| Día 4 (25 de abril)      | SS18  | Zagorska Sela - Kumrovec 1               | 13.33 km  | Elfyn Evans                      | Toyota Yaris WRC                      | 8:18.4  | Elfyn Evans         |
| Día 4 (25 de abril)      | SS19  | Bliznec - Pila 2                         | 25.20 km  | Thierry Neuville                 | Hyundai i20 Cupé WRC                  | 13:59.0 | Elfyn Evans         |
| Día 4 (25 de abril)      | SS20  | Zagorska Sela - Kumrovec 2 (Power Stage) | 13.33 km  | Sébastien Ogier                  | Toyota Yaris WRC                      | 8:14.0  | Sébastien Ogier     |
| Fuente: ewrc-results.com |       |                                          |           |                                  |                                       |         |                     |

### Power stage
El power stage fue una etapa de 13.33 km al final del rally. Se otorgaron puntos adicionales del Campeonato Mundial a los cinco más rápidos.
| Pos. | Piloto           | Copiloto         | Coche                 | Equipo                  | Tiempo | Puntos |
| ---- | ---------------- | ---------------- | --------------------- | ----------------------- | ------ | ------ |
| 1    | Sébastien Ogier  | Julien Ingrassia | Toyota Yaris WRC      | Toyota Gazoo Racing WRT | 8:14.0 | 5      |
| 2    | Craig Breen      | Paul Nagle       | Hyundai i20 Coupe WRC | Hyundai Shell Mobis WRT | +3.0   | 4      |
| 3    | Thierry Neuville | Martijn Wydaeghe | Hyundai i20 Coupe WRC | Hyundai Shell Mobis WRT | +4.0   | 3      |
| 4    | Elfyn Evans      | Scott Martin     | Toyota Yaris WRC      | Toyota Gazoo Racing WRT | +4.5   | 2      |
| 5    | Ott Tänak        | Martin Järveoja  | Hyundai i20 Coupe WRC | Hyundai Shell Mobis WRT | +5.4   | 1      |

## Clasificación final
| World Rally Championship        | World Rally Championship | World Rally Championship | World Rally Championship | World Rally Championship         | World Rally Championship | World Rally Championship | World Rally Championship |
| Pos.                            | Piloto                   | Copiloto                 | Automóvil                | Equipo                           | Neumático                | Tiempo                   | Puntos                   |
| ------------------------------- | ------------------------ | ------------------------ | ------------------------ | -------------------------------- | ------------------------ | ------------------------ | ------------------------ |
| 1                               | Sébastien Ogier          | Julien Ingrassia         | Toyota Yaris WRC         | Toyota Gazoo Racing WRT          | P                        | 2:51:22.9                | 25                       |
| 2                               | Elfyn Evans              | Scott Martin             | Toyota Yaris WRC         | Toyota Gazoo Racing WRT          | P                        | +0.6                     | 18                       |
| 3                               | Thierry Neuville         | Martijn Wydaeghe         | Hyundai i20 Coupe WRC    | Hyundai Shell Mobis WRT          | P                        | +8.1                     | 15                       |
| 4                               | Ott Tänak                | Martin Järveoja          | Hyundai i20 Coupe WRC    | Hyundai Shell Mobis WRT          | P                        | +1:25.1                  | 12                       |
| 5                               | Adrien Fourmaux          | Renaud Jamoul            | Ford Fiesta WRC          | M-Sport Ford WRT                 | P                        | +3:09.7                  | 10                       |
| 6                               | Takamoto Katsuta         | Daniel Barritt           | Toyota Yaris WRC         | Toyota Gazoo Racing WRT          | P                        | +3:31.8                  | 8                        |
| 7                               | Gus Greensmith           | Chris Patterson          | Ford Fiesta WRC          | M-Sport Ford WRT                 | P                        | +3:58.8                  | 6                        |
| 8                               | Craig Breen              | Paul Nagle               | Hyundai i20 Coupe WRC    | Hyundai Shell Mobis WRT          | P                        | +4:28.2                  | 4                        |
| 9                               | Mads Østberg             | Torstein Eriksen         | Citroën C3 Rally2        | Tagai Racing Technology WRT      | P                        | +10:00.8                 | 2                        |
| 10                              | Teemu Suninen            | Mikko Markkula           | Ford Fiesta Rally2       | M-Sport Ford WRT                 | P                        | +10:29.3                 | 1                        |
| World Rally Championship 2      |                          |                          |                          |                                  |                          |                          |                          |
| 1 (9.)                          | Mads Østberg             | Torstein Eriksen         | Citroën C3 Rally2        | Tagai Racing Technology WRT      | P                        | 3:01:23.7                | 25                       |
| 2 (10.)                         | Teemu Suninen            | Mikko Markkula           | Ford Fiesta Rally2       | M-Sport Ford WRT                 | P                        | +28.5                    | 18                       |
| 3 (12.)                         | Marco Bulacia Wilkinson  | Marcelo Der Ohannesian   | Škoda Fabia Rally2 Evo   | Toksport WRT                     | P                        | +2:02.7                  | 15                       |
| 4 (33.)                         | Enrico Brazzoli          | Maurizio Barone          | Škoda Fabia Rally2 Evo   | SC Movisport                     | P                        | +29:10.3                 | 12                       |
| 5 (40.)                         | Andreas Mikkelsen        | Ola Fløene               | Škoda Fabia Rally2 Evo   | Toksport WRT                     | P                        | +39:42.2                 | 10                       |
| World Rally Championship 3      |                          |                          |                          |                                  |                          |                          |                          |
| 1 (11.)                         | Kajetan Kajetanowicz     | Maciej Szczepaniak       | Škoda Fabia Rally2 Evo   | Kajetan Kajetanowicz             | P                        | 3:03:23.8                | 25                       |
| 2 (13.)                         | Emil Lindholm            | Mikael Korhonen          | Škoda Fabia Rally2 Evo   | Emil Lindholm                    | P                        | +1:14.6                  | 18                       |
| 3 (14.)                         | Yohan Rossel             | Alexandre Coria          | Citroën C3 Rally2        | Yohan Rossel                     | P                        | +2:41.4                  | 15                       |
| 4 (15.)                         | Nicolás Ciamin           | Yannick Roche            | Citroën C3 Rally2        | Nicolás Ciamin                   | P                        | +3:04.6                  | 12                       |
| 5 (16.)                         | Chris Ingram             | Ross Whittock            | Škoda Fabia Rally2 Evo   | Chris Ingram                     | P                        | +4:24.4                  | 10                       |
| Junior World Rally Championship |                          |                          |                          |                                  |                          |                          |                          |
| 1 (18.)                         | Jon Armstrong            | Phil Hall                | Ford Fiesta Rally4       | Codemasters DiRT Rally Team      | P                        | 3:15:07.6                | 25                       |
| 2 (19.)                         | Mārtiņš Sesks            | Renars Francis           | Ford Fiesta Rally4       | LMT Autosporta Akadēmija         | P                        | +33.5                    | 18                       |
| 3 (20.)                         | Lauri Joona              | Ari Koponen              | Ford Fiesta Rally4       | Team Flying Finn                 | P                        | +48.8                    | 15                       |
| 4 (22.)                         | Martin Koči              | Petr Těšínský            | Ford Fiesta Rally4       | Styllex Motorsport s.r.o.        | P                        | +2:46.1                  | 12                       |
| 5 (24.)                         | William Creighton        | Liam Regan               | Ford Fiesta Rally4       | Motorsport Ireland Rally Academy | P                        | +3:35.5                  | 10                       |
| Fuente: ewrc-results.com        |                          |                          |                          |                                  |                          |                          |                          |

## Clasificaciones tras el rally
| Posición | Piloto           | Puntos | Cambios de posición |
| -------- | ---------------- | ------ | ------------------- |
| 1        | Sébastien Ogier  | 61     | Crecimiento         |
| 2        | Thierry Neuville | 53     | Sin cambios         |
| 3        | Elfyn Evans      | 51     | Crecimiento         |
| 4        | Ott Tänak        | 40     | Crecimiento         |
| 5        | Kalle Rovanperä  | 39     | Decrecimiento       |

| Posición | Equipo                  | Puntos | Cambios de posición |
| -------- | ----------------------- | ------ | ------------------- |
| 1        | Toyota Gazoo Racing WRT | 138    | Sin cambios         |
| 2        | Hyundai Shell Mobis WRT | 111    | Sin cambios         |
| 3        | M-Sport Ford WRT        | 42     | Sin cambios         |
| 4        | Hyundai 2C Competition  | 28     | Sin cambios         |